# Дан, Николя-Франсуа
Николя-Франсуа Дан (фр. Nicolas-François Dun; 1764, Люневиль, Королевство Франция — 1832, Неаполь) — французский художник-портретист и миниатюрист.

## Биография

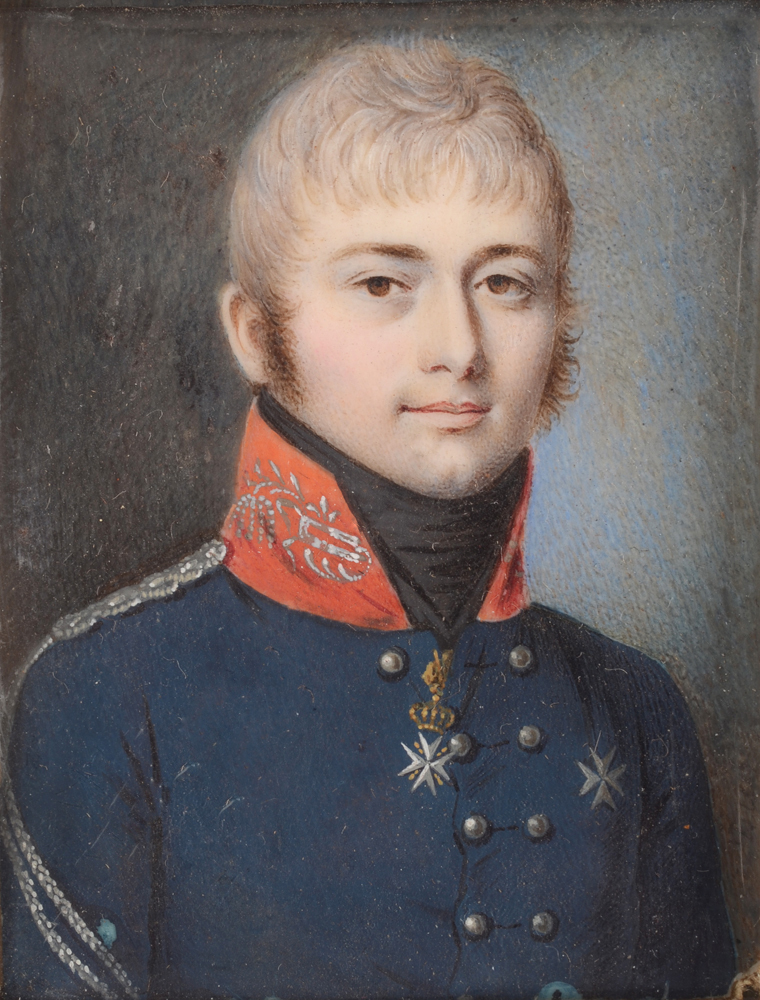
Портрет князя Пётра Петровича Долгорукова

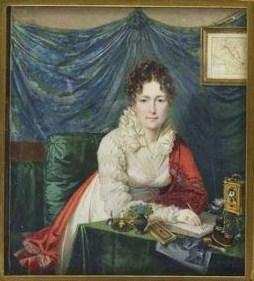
Портрет фрейлины российского императорского двора Екатерины II графини Анны Ивановны Орловой, урождённой Салтыковой (1777—1824), жены последнего графа Орлова

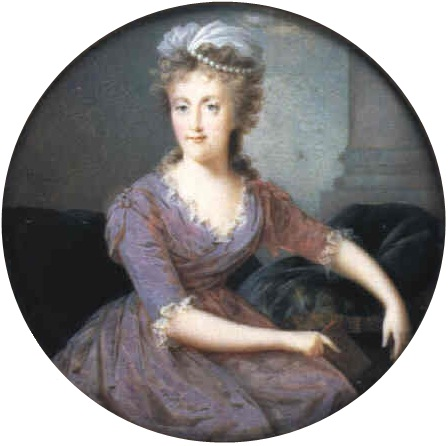
Портрет Марии Каролины Австрийской

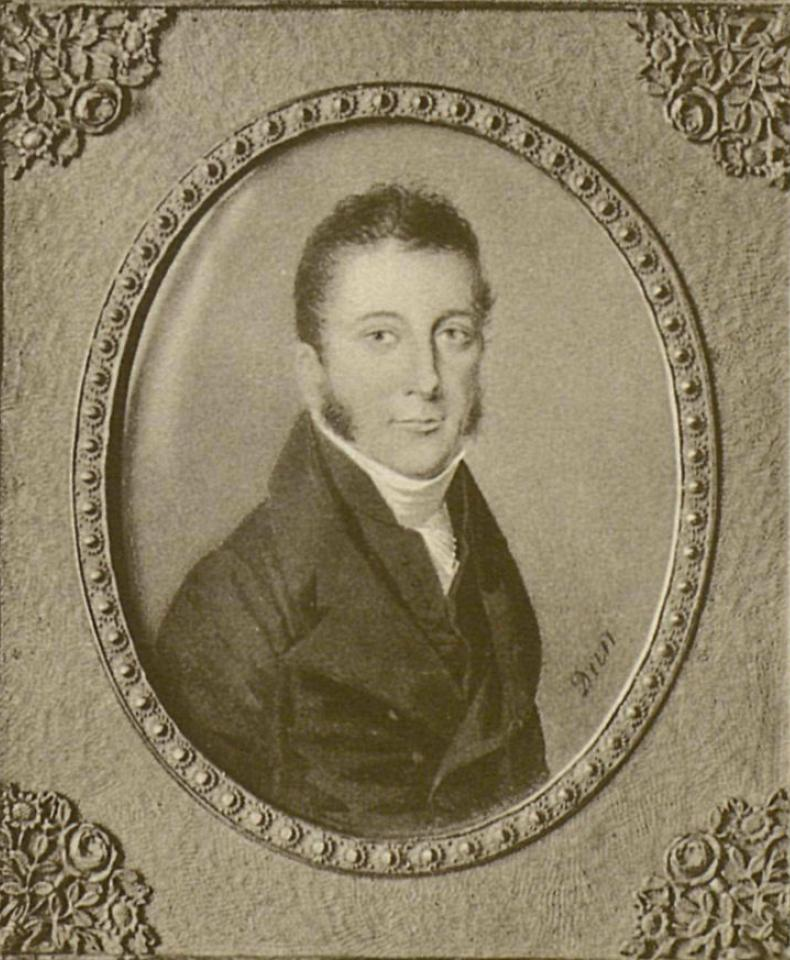
Портрет графа Григория Владимировича Орлова (1777—1826), тайного советника, сенатора и камергера

Родился в семье музыканта, служившего в Люневиле (герцогство Лотарингское). Неизвестно, где или у кого он учился, но в 1790 году Н.-Ф. Дан жил в Неаполе, где принадлежал к близкому кругу друзей знаменитой леди Гамильтон, жены британского дипломата, посла У. Гамильтон, который жил тогда в этом городе. Именно в её доме художник познакомился с Гёте, Я. Ф. Хаккертом, Ангеликой Кауфман, Г. Ф. Фюгером и другими деятелями искусства.
Вскоре Н.-Ф. Дан стал известным придворным художником-миниатюристом и портретистом. Автор целого ряда портретов известных личностей Неаполитанского королевства, созданных им на протяжении сорока лет, включая Бурбонов и И. Мюрата.
Работы художника хранятся в коллекциях Лувра, Метрополитен-музеЯ, музея Конде в Шантийи, Готы, Лондонском собрании Уоллеса, нескольких русских музеев и т. д.  